# Pteremis kaszabi
Pteremis kaszabi är en tvåvingeart som först beskrevs av Papp 1973.  Pteremis kaszabi ingår i släktet Pteremis och familjen hoppflugor. Inga underarter finns listade i Catalogue of Life.